# Uniwersytet Zuryski
Uniwersytet Zuryski, Uniwersytet w Zurychu (niem. Universität Zürich) – największy szwajcarski uniwersytet, z siedzibą w Zurychu, założony w 1833.
Siedziba uniwersytetu góruje nad centrum miasta. Szybkie dotarcie do głównego budynku umożliwia nietypowy jak na centrum miasta środek lokomocji – kolejka szynowa Polybahn, odjeżdżająca z placu Central.

## Miejsca w rankingach
| Ranking                                          | Rok  | Miejsce (ogólnie) | Miejsce w Europie | Miejsce w Szwajcarii | Źródło |
| ------------------------------------------------ | ---- | ----------------- | ----------------- | -------------------- | ------ |
| Academic Ranking of World Universities           | 2019 | 61                | 20                | 3                    | [ 2 ]  |
| QS World University Rankings                     | 2020 | 76                | 21                | 3                    | [ 3 ]  |
| Best Global Universities Rankings U.S. News      | 2020 | 58                | 17                | 3                    | [ 4 ]  |
| Times Higher Education World University Rankings | 2020 | 90                | 30                | 3                    | [ 5 ]  |

## Wydziały
- Wydział Teologii
- Wydział Prawa
- Wydział Ekonomii
- Wydział Medycyny
- Wydział Weterynarii
- Wydział Sztuki
- Wydział Nauk (biochemia, biologia, chemia, geografia, matematyka, fizyka, zarządzanie, nauki o ziemi)

## Studenci i absolwenci
Od roku 1840 uniwersytet zaczął przyjmować na studia także kobiety. 